# ذو عين
قرية ذي عين هي قرية أثرية تقع في تهامة غرب المملكة العربية السعودية، وتبعد 20 كيلومتراً تقريباً عن محافظة المخواة و24 كيلو متراً عن الباحة، ونشأت في القرن العاشر الهجري وعمرها يزيد على 400 سنة. بنيت القرية على قمة جبل أبيض وتشتهر بزراعة الموز والليمون والفلفل والريحان والكادي، والصناعات اليدوية. تضم القرية العديد من البيوت والمكونة من طابقين إلى أربعة طوابق ومسجداً صغيراً والعديد من الحصون المستخدمة للدفاع عن القرية والمراقبة. القرية هي أيضاً ضمن عشر مواقع وافقت عليها الحكومة السعودية في نوفمبر 2014 لتطلب من اليونسكو ضمها إلى قائمة التراث العالمي في السنوات القادمة.

## التسمية
سميت القرية بهذا الاسم نسبة لعين الماء التي تنساب من الجبال المجاورة بدون انقطاع وتصب في عدة أماكن ولكل مصب اسمٌ معين. وتوجد أسطورة محلية مفادها أن رجلاً فقد عصاه في أحد الأودية، ولاسترجاعها فقد تتبعها حتى وصل إلى القرية فجمع أهلها واستخرج العصا بعد حفر العين.
يتداول سكان القرية اسطوره حول اصل تسمية البلده بهذا الاسم، وتقول هذه الأسطورة: «ان هناك شخصا في قديم الزمان سقطت له عصاً في أحد أودية رنيه الغزيرة بالماء وكانت تلك العصا مجوفة وبداخلها مسحوق يساهم في تقوية نظره لتحديد مسارات ومواقع المياه تحت الأرض أو ما يعرف محلياً «بالمبصر» ولأهمية هذا المسحوق بالنسبة له فقد وضع على ذلك المسحوق قطعا من الفضة ولها نصل من الفضة. وقد حاول استخراجها من ذلك الوادي ولكنه لم يستطع. ونظراً لقدرته على تحديد مسارات المياه تحت الأرض فقد استطاع تتبع مياه هذا الوادي والذي جرف عصاه معها حتى وصل إلى موقع قرية ذي عين الحالية، وعندها نادى في أهل القرية للاجتماع وعند اجتماعهم ابلغهم بأن هناك كنزا في قريتهم وأنه هو من يستطيع إخراجه لهم، فاستبشر أهل القرية بهذا النبأ وسألوه عن هذا الكنز فقال لهم إنه ماء لا ينضب، فطلب منه أهل القرية أن يخبرهم عن مكان هذا الماء، فوافق الرجل بشرط أن ما يخرج من الماء فهو له وأن الماء لهم، فوافق أهل القرية». عند ذلك أخذهم الرجل إلى حيث منبع العين الحالي وهو المكان الذي توقفت فيه عصا الرجل، وطلب منهم بأن يبدأوا بالحفر، وبعد أن بدأ أهالي القرية بالحفر ولمسافة قريبة جداً لا تتعدى النصف متر، أشار لهم الرجل بالتوقف عن الحفر والابتعاد عن المكان. وعندها سرعان ما تدفقت المياه من بين الصخرتين وخرج معها عصا الرجل حيث انطلقت كالسهم بسبب قوة دفع المياه، وقد أصابت عين الرجل وفقأتها، بعد ذلك أخذ الرجل عصاه ومشى في طريقة مغادرا القرية».
كان هذا الجبل مصيفاً لأهل الوادي، يضعون فيه نحلهم خلال فترة الصيف اللاهب، ثم بدأ الناس في بناء منازلهم هناك منذ تمت الألف الهجرية، حتى تكونت قرية أخذت اسم الجبل.
ومن الأساطير التي تقال في سبب التسمية:
الأسطورة الأولى: يقول ابن الجلال: سقطت عصى لحاج يمني في بئر من آبار تعز باليمن، فتجاهلها وأكمل مسيرته للحج، وعندما وصل هذا الجبل، مر ليتوضأ من عين مشهورة فيه.. فوجد الماء قد ساق عصاه من اليمن حتى خرجت من تلك العين !!
الأسطورة الثانية: يقول أحد كبار السن من قرية ذي عين «سبب تسميتها بهذا الاسم هو أن رجلاً جاء من اليمن (مبصِّر)، أي يعرف أماكن وجود المياه تحت الأرض، وذكر لهم ما يتمتع به من موهبة في معرفة أماكن وجود المياه في باطن الأرض فقالوا له» بصر لنا ماء هنا أي في موقع القرية الآن فاشترط عليهم على أنه في حال خروج عصا من الذهب من مكان الماء فهي له فقالوا: لك ما تشترط، فما مكث غير بعيد ينحت في الصخر أعلى المزرعة اليوم حتى اندفع الماء ومعه العصا الذهبية، ولكنها أصابته في عينه مع قوة اندفاع الماء ففقأت واحدة من عينيه فأخذها وجعل يمشي والماء يجري خلفه حتى وصل أسفل الوادي عند طرف الكوبري الذي يمر أسفل مزرعة الموز اليوم، وهناك التفت فوقف الماء هناك، يقولون أهل القرية «لو لم يلتفت لبقي الماء يجري خلفه حتى آخر الوادي من ناحية الغرب، ولهذا سميت بذي عين».

## تصميم القرية

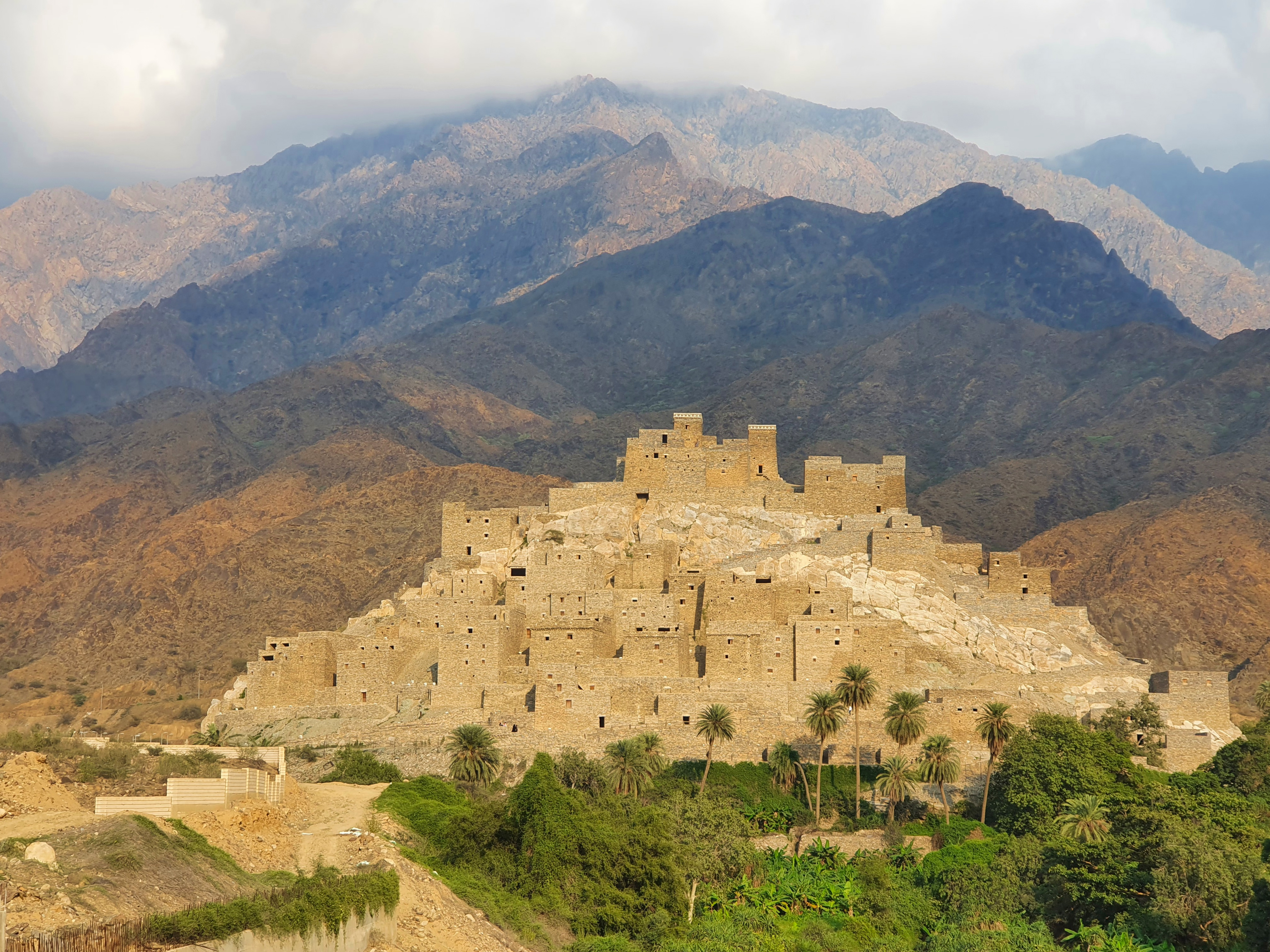
قرية ذي عين سنة 2021م

تضم القرية 49 بيتاً،  منها 9 مكونة من دورٍ واحد و19 من دورين و11 من ثلاثة أدوار و10 من أربعة أدوار،  وبنيت القرية على نظام الحوائط الحاملة «المداميك» وعرض الحوائط بين 70 إلى 90 سنتيمتراً تقريباً، وسُقِّفت المباني باستخدام خشب السدر أما الغرف الكبرى فسقِّفت بأعمدة تعرف باسم «الزافر»، وفوق خشب السدر يوجد نوع من الحجارة يعرف «بالصلاة» وتغطى الأحجار بالطين. تستخدم الأدوار السفلية للاستقبال والجلوس والأدوار العليا للنوم، وبعض المباني ما زالت قائمة منذ نشأة القرية وبعضها متهدم جزئياً وبعضها بالكامل.

## المناخ
مناخ القرية حارٌ صيفاً ومعتدلٌ شتاءً لكونها جزءاً من منطقة تهامة وترتفع عن سطح البحر بقرابة 1985 مترٍ تقريباً، والأمطار فيها غزيرة في الصيف ومتوسطة في الشتاء.

## التاريخ

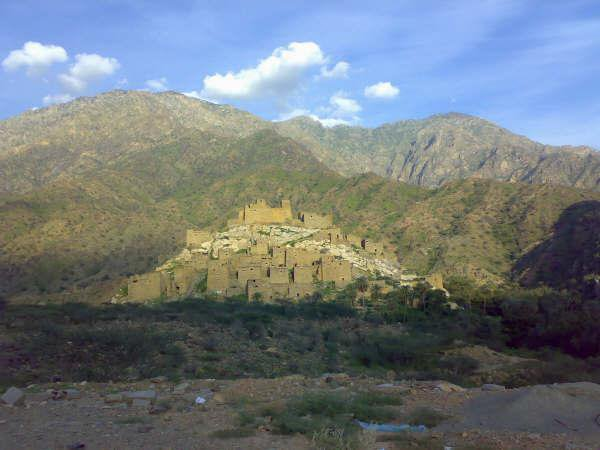
قرية ذي عين الأثرية.

نشأت القرية في القرن العاشر الهجري، وشهدت العديد من الغزوات بين القبائل قبل توحيد المملكة على يد الملك عبد العزيز آل سعود، ومن أهم الغزوات التي تعرضت لها المنطقة هي عندما تقابل جيش قبيلتي زهران وغامد من جهة مع جيش محمد علي باشا وانتهت المعركة بهزيمة جيش محمد علي باشا وتعرف مدافنهم باسم «قبور الأتراك».
يعود تاريخ قرية ذي عين إلى القرن العاشر الهجري، وقد شهدت هذه القرية عدد من الغزوات والنزاعات القبلية قبل مجيء الملك عبد العزيز وتوحيده للحجاز، ومن هذه المعارك عندما تواجه جيش قبيلة زهران وغامد مع جيوش محمد علي باشا ملك مصر وقد هزم جيش محمد علي باشا من قبل جيش القبائل. وتاريخ قرية ذي عين قديم جداً حيث يعود تاريخ بناء القرية إلى أكثر من ثلاثة مائة سنة تقريباً سميت بهذا الاسم لأن هناك عين ماء تقع تحت سفح الجبل حيث تتميز هذه العين بوفرة المياه وعدم الانقطاع بإذن الله عز وجل، وهذا كان العامل الرئيسي لوفرة مزارع الموز ولكون شجر الموز يحتاج لنسبة عالية من المياه.
وكانت منتجاتها الزراعية تسوّق في مدينة الباحة وكانت تُنقل بواسطة الجمال، وقد عانت هذه القرية من الغزوات القبلية قبل عهد الملك عبد العزيز ومما يُذكر أنه وقع في هذه القرية غزوة بين غامد وزهران مع جيوش محمد علي باشا وقد لقوا فيها أشد هزيمة، وما زالت مقابرهم موجودة في هذه القرية إلى يومنا هذا (قبور الأتراك).
والآن نرى قرية ذي عين تتحول إلى قرية أثرية يرتادها كثير من السياح من جميع أنحاء المملكة ودول الخليج العربي، والكل يتعجب من طريقة بنائها وكيف كانت حياة أهلها وأصبحت صورة هذه القرية الجميلة تلازم جميع المعارض وصفحات المجلات والصحف والتلفاز وأخيراً الإنترنت.

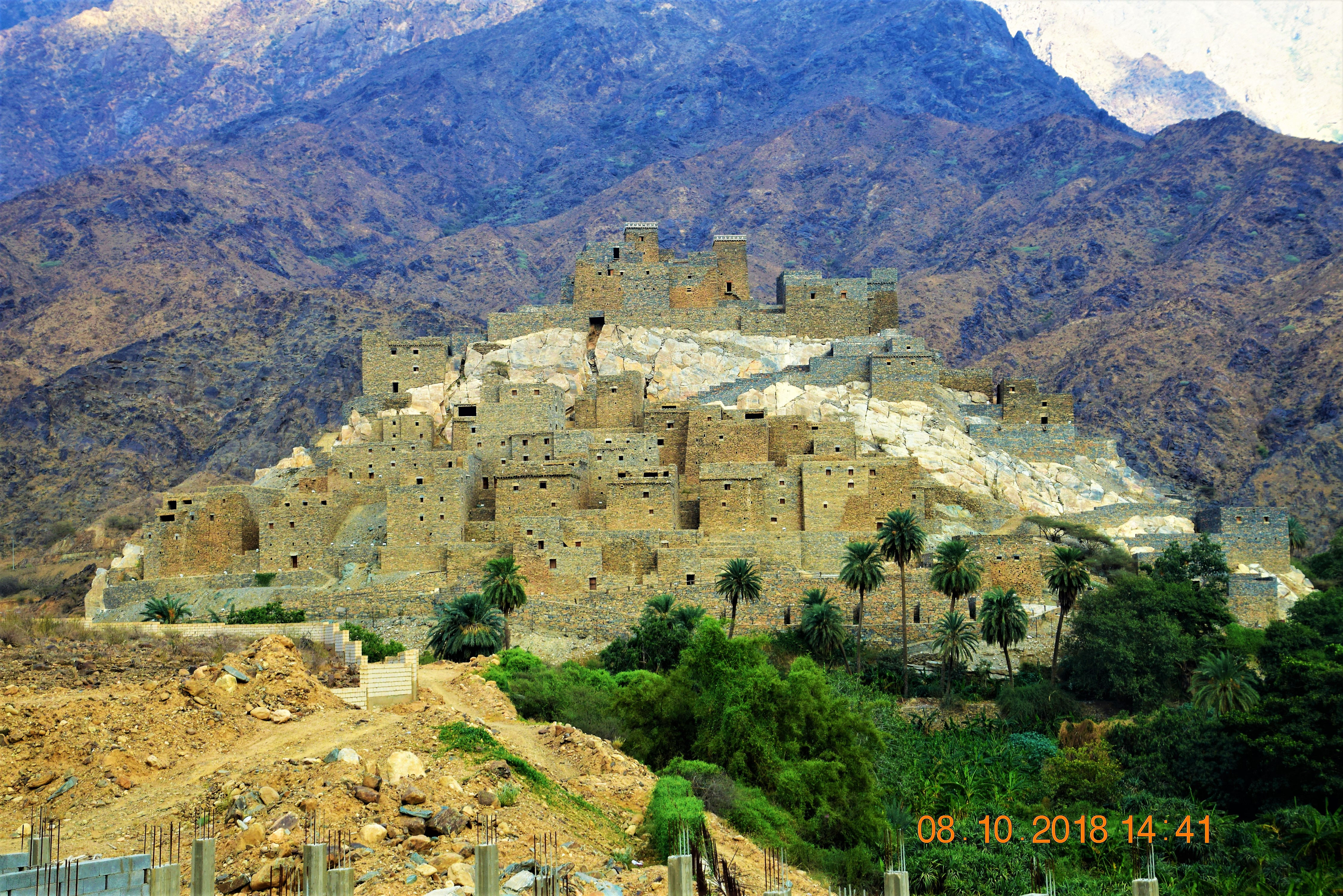

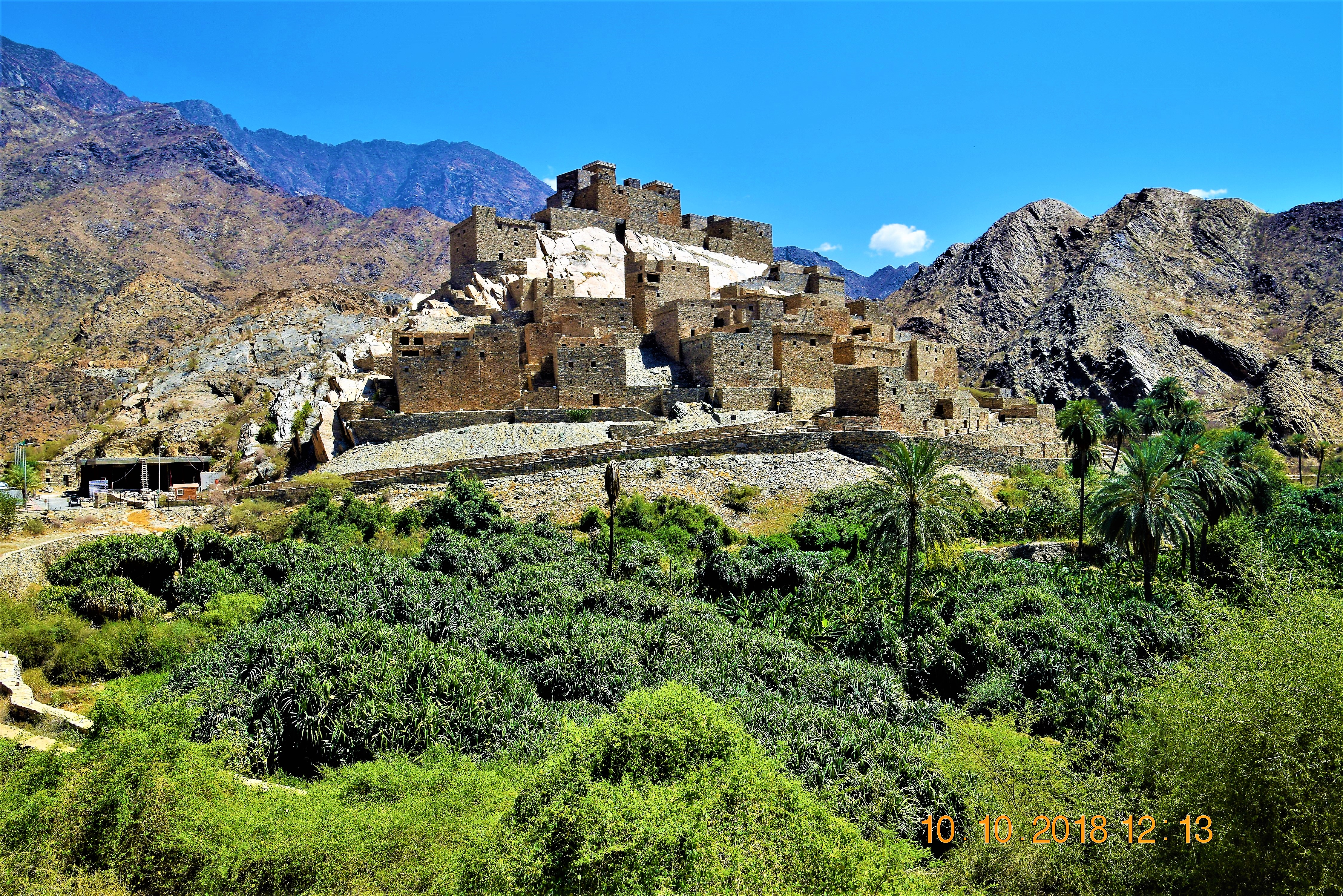

## إعادة تأهيل القرية
خصصت وزارة السياحة السعودية مبلغ 16 مليون ريال من أجل مشروع تأهيل القرية الهادف إلى ترميم وتطوير القرية وتحويلها لمزار سياحي، وقسم المشروع إلى ثلاث مراحل امتد على مدى خمس سنين،  وذلك ابتداء من 2009. تضمنت المرحلة الأولى تأهيل الممر الرئيس للقرية وإنشاء جلسات على طول الممر إلى الشلال وإعادة افتتاح المسجد وتأهيل عدد من المباني لجعلها متحفاً بالإضافة لإنشاء مركز للزوار ومطعم ودورات مياهٍ عامة.